# Миодраг Поповић Деба
Миодраг Поповић Деба (Београд, 17. новембар 1928 — Београд, 13. јануар 2005) био је српски глумац. Био је један од омиљених глумаца Радивоје Лоле Ђукића из доба настанка телевизије у Србији. Играо је у готово свим серијама које је снимио Лола. Најчешће је играо милиционера. Матично позориште му је било Београдско драмско позориште.

## Филмографија
|                   | 1950 ▼ | 1960 ▼ | 1970 ▼ | 1980 ▼ | 1990 ▼ | Укупно |
| ----------------- | ------ | ------ | ------ | ------ | ------ | ------ |
| Дугометражни филм | 7      | 11     | 1      | 1      | 0      | 20     |
| ТВ филм           | 0      | 6      | 4      | 0      | 1      | 11     |
| ТВ серија         | 0      | 9      | 6      | 3      | 3      | 21     |
| Укупно            | 7      | 26     | 12     | 4      | 3      | 52     |

| Год.                    | Назив                              | Улога                      |
| ----------------------- | ---------------------------------- | -------------------------- |
| 1950.-те ▲ Последњи дан |                                    |                            |
| 1951.                   | Последњи дан                       |                            |
| 1954.                   | Сумњиво лице                       |                            |
| 1955.                   | Девојка и храст                    | Бојан                      |
| 1955.                   | Песма са Кумбаре                   | Ненад                      |
| 1957.                   | Суботом увече                      | милиционер                 |
| 1958.                   | Те ноћи                            | шофер Мића                 |
| 1959.                   | Три Ане                            | Глумац Стева               |
| 1960.-те ▲              |                                    |                            |
| 1960.                   | Дилижанса снова                    | Мита                       |
| 1960.                   | Љубав и мода                       | Љуба                       |
| 1960.                   | Велика поноћна мистерија           | милиционер                 |
| 1959-1960.              | Сервисна станица                   | милиционер                 |
| 1960.                   | Дан четрнаести                     | муштерија на пијаци        |
| 1961.                   | Лето је криво за све               | морнар                     |
| 1961.                   | Каролина Ријечка                   |                            |
| 1961.                   | Мица и Микица                      |                            |
| 1962.                   | Прекобројна                        |                            |
| 1962.                   | Три приче о Џефу Питерсу           |                            |
| 1963.                   | Необичне делије                    |                            |
| 1962-1963.              | Музеј воштаних фигура              | (Не) правилни Миле         |
| 1964.                   | Пут око света (филм)               |                            |
| 1964.                   | На место, грађанине Покорни!       | милиционер Миле            |
| 1964.                   | Огледало грађанина Покорног        | милиционер Миле            |
| 1965.                   | Горки део реке                     | ауто-механичар             |
| 1965.                   | Лицем у наличје                    | милиционер Миле            |
| 1966.                   | Лола Ђукић и Новак Новак           |                            |
| 1966.                   | Црни снег                          | водник са пушком           |
| 1966.                   | Сервисна станица                   |                            |
| 1966.                   | Људи и папагаји (ТВ серија)        |                            |
| 1967.                   | Златна праћка                      | Креза                      |
| 1967.                   | Лопови, таленти и обожаваоци       |                            |
| 1967.                   | Летови који се памте               |                            |
| 1968.                   | Спавајте мирно                     | Пера                       |
| 1969.                   | Бог је умро узалуд                 | Мргуд                      |
| 1968-1969.              | Сачулатац                          | милиционер Миле            |
| 1970.-те ▲              |                                    |                            |
| 1970.                   | Ђидо                               | Јован                      |
| 1970.                   | Чкаља                              |                            |
| 1970.                   | Десет заповести                    | Психијатар                 |
| 1971.                   | С ванглом у свет                   |                            |
| 1972.                   | Смех са сцене: Савремено позориште |                            |
| 1973.                   | Камионџије                         |                            |
| 1973.                   | Позориште у кући                   | инспектор/ђипало           |
| 1973.                   | Паја и Јаре                        | муштерија                  |
| 1975.                   | Ђавоље мердевине                   |                            |
| 1976.                   | Два другара                        |                            |
| 1977.                   | Без тебе ми нема живота            |                            |
| 1977.                   | Више од игре                       |                            |
| 1978.                   | Госпођа министарка (ТВ)            | службеник из министарства  |
| 1980.-те ▲              |                                    |                            |
| 1980.                   | Врућ ветар                         | директор грађевинске фирме |
| 1982.                   | Приче преко пуне линије            |                            |
| 1983.                   | Тимочка буна                       |                            |
| 1989.                   | Балкан експрес 2 (ТВ серија)       | кафеџија                   |
| 1990.-те ▲              |                                    |                            |
| 1991.                   | У име закона                       | Француз, купац клавира     |
| 1994.                   | Голи живот                         | чича са секиром            |
| 1999.                   | Ђенерал Милан Недић                | професор                   |